# Waschhaus (Méréville)

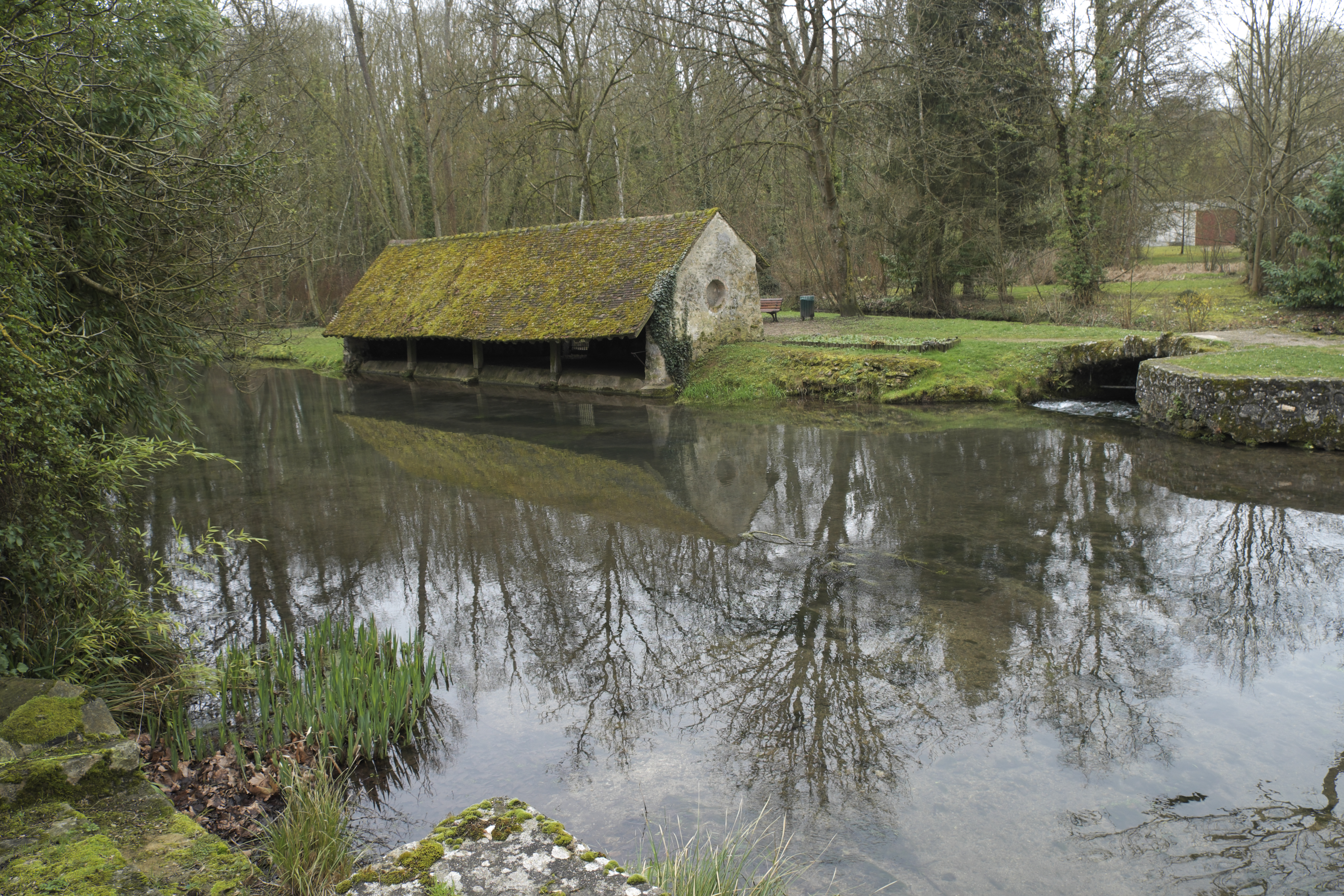
Waschhaus in Méréville

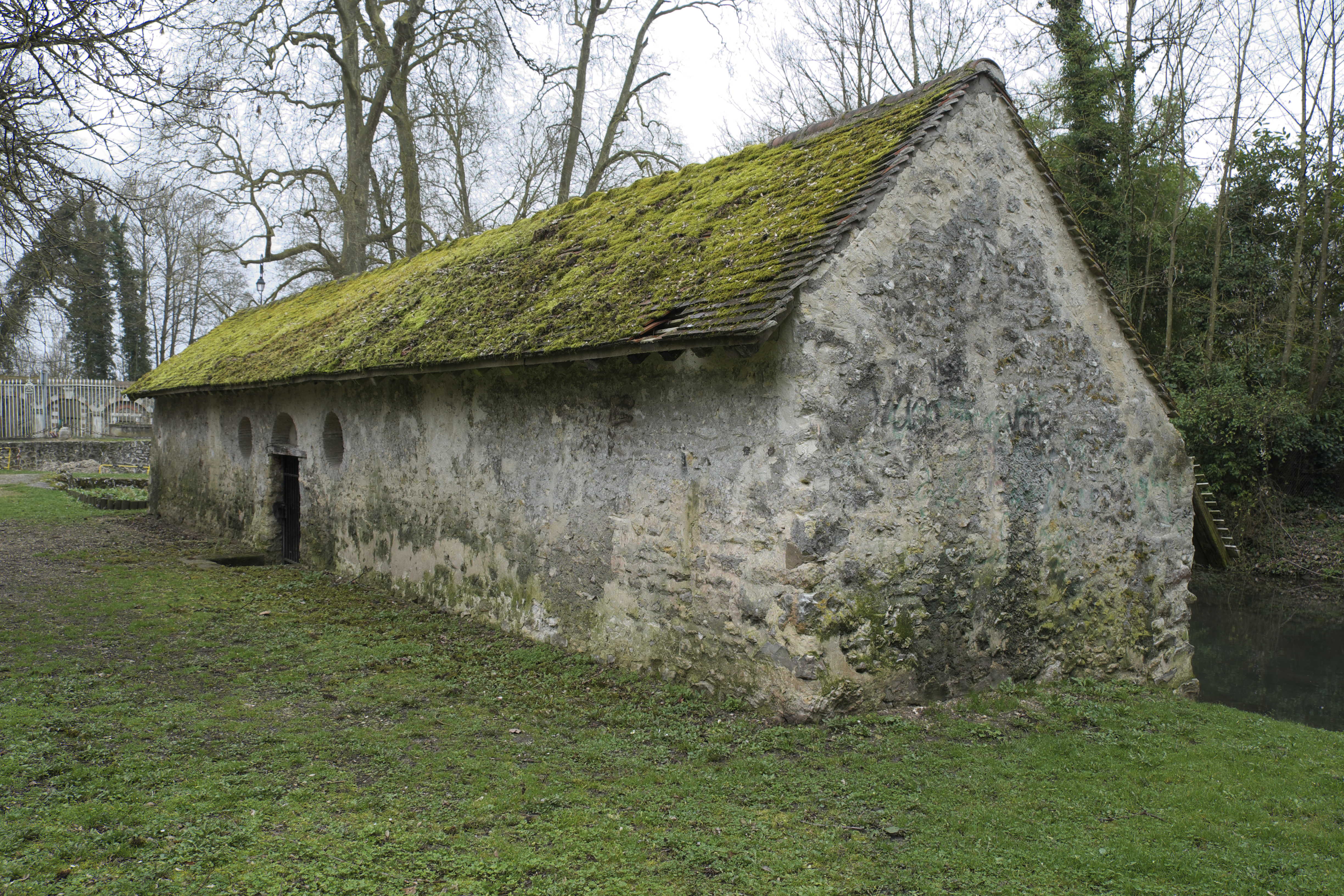
Rückseite

Das Waschhaus (französisch lavoir) in Méréville, einer französischen Gemeinde im Département Essonne in der Region Île-de-France, wurde im 18. Jahrhundert errichtet.
Das Waschhaus am Fluss Juine ist als Teil der Domaine de Méréville als Monument historique auf der Liste der Baudenkmäler in Frankreich.
Das Gebäude aus verputztem Ziegelmauerwerk besitzt ein Satteldach mit flachen Ziegeln.